# Osmitisícovka

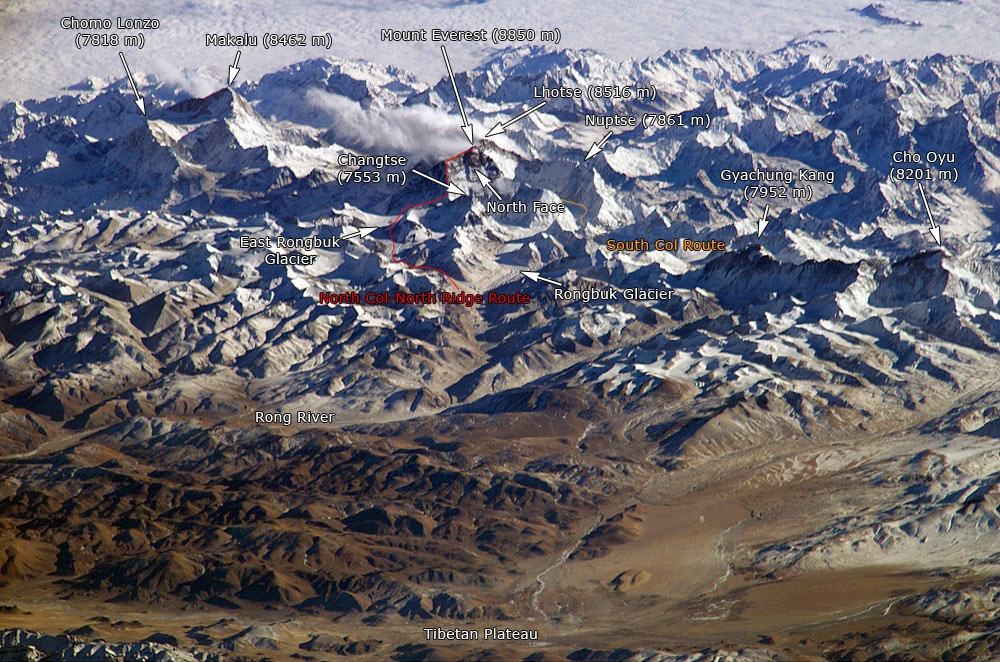
Čo Oju, Lhoce, Makalu a Mount Everest, pohled ze stanice ISS

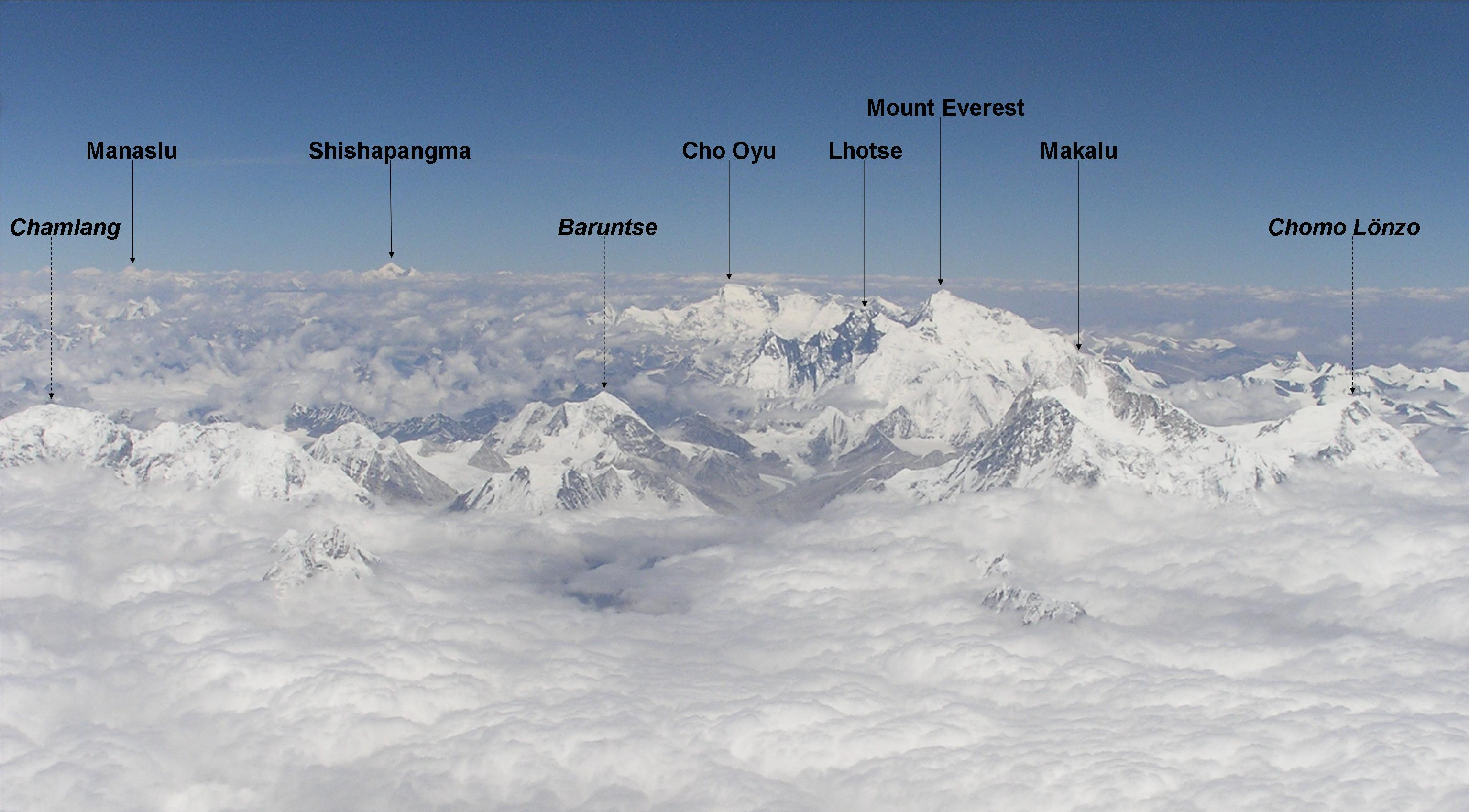
Letecký pohled na šest osmitisícovek v oblasti Khumbu v severní části Nepálu

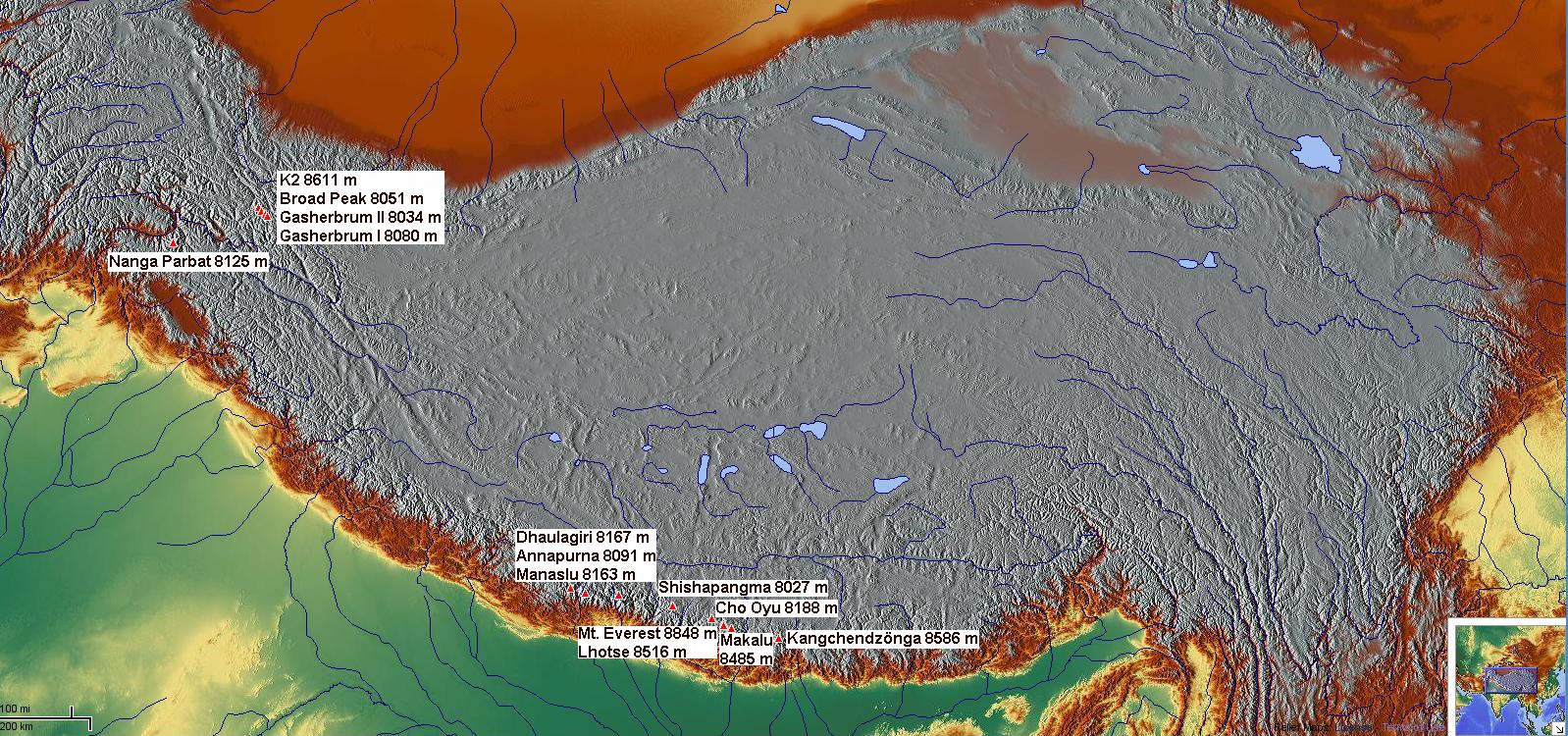
Poloha všech 14 osmitisícovek na mapě

Osmitisícovka (angl. Eight-thousander) je označení Mezinárodní horolezecké federace pro horu, jejíž nadmořská výška přesahuje 8000 m. Na Zemi se tyčí 14 osmitisícovek. Všechny se nacházejí v jižní Asii v pohořích Himálaj (10) a Karákóram (4). Vesměs byly poprvé vylezeny v 50. letech 20. století, poslední Šiša Pangma roku 1964.

## Lokalizace
Osmitisícovky se vyskytují ve dvou hlavních geografických skupinách, vzdálených od sebe asi 1000 km. Devět himálajských se nachází v rámci asi 500km pásu táhnoucího se ze středního Nepálu (nejzápadnější je Dhaulágiri) na východ podél hranice s Čínou (Tibetem, zde i Mount Everest) až ke trojmezí s Indií (stát Sikkim, zakončeno Kančendžengou).
Druhá skupina je tvořena zejména nejvyššími vrcholy Karákóramu, ležícími poměrně blízko sebe na hranici Číny (Sin-ťiang) a Pákistánu (Kašmír). Odlehlou součástí této skupiny je Nanga Parbat, horopisně náležející ještě do Himálaje, avšak ležící mnohem blíže karákóramské než himálajské skupině vrcholů.

## Historie výstupů

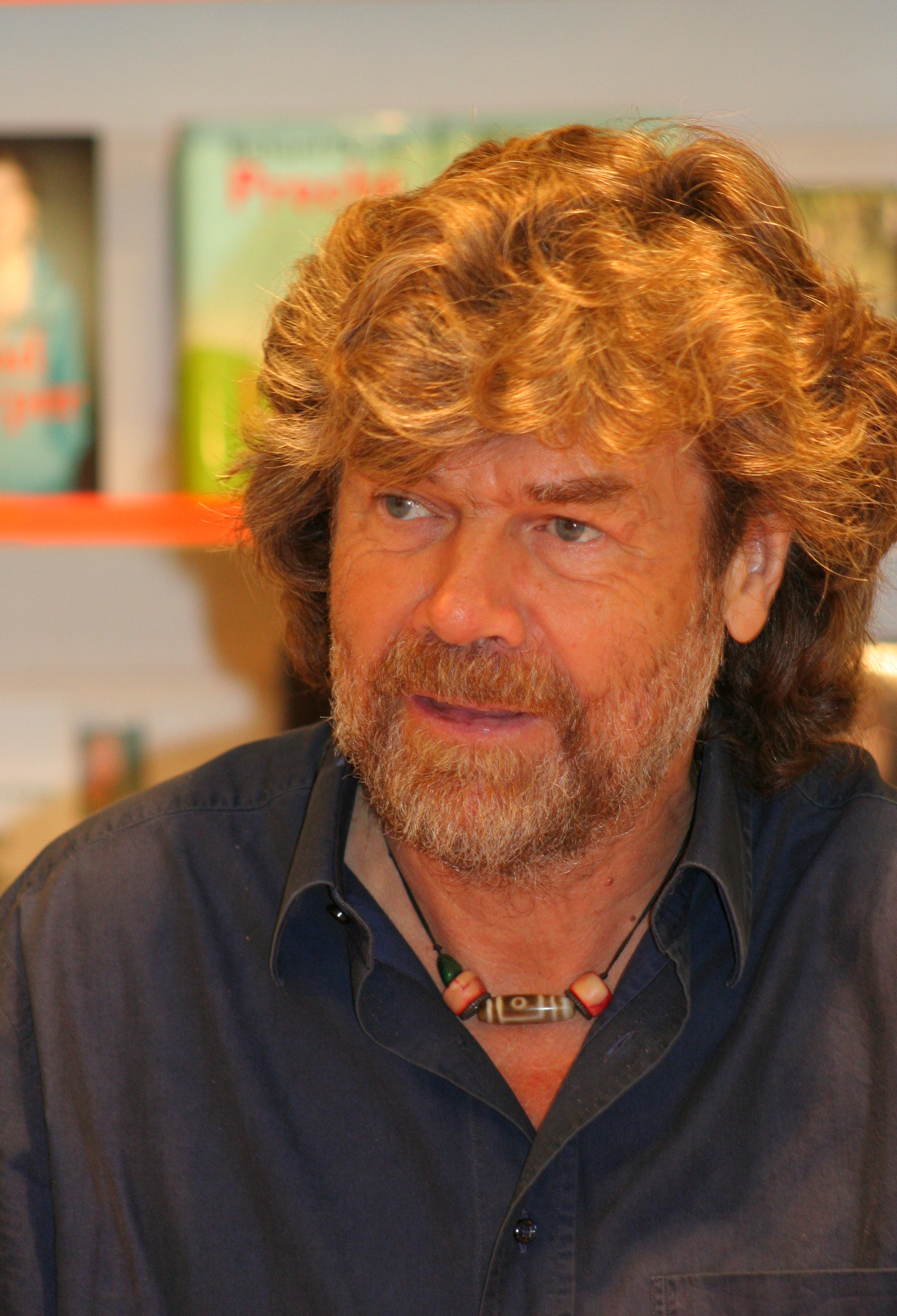
Reinhold Messner. První člověk, který zdolal všechny osmitisícovky bez podpůrného kyslíku.

První zaznamenaný pokus o výstup na osmitisícový vrchol podnikla expedice, kterou vedli Britové Albert Mummery a John Norman Collie, která v roce 1895 směřovala na Nanga Parbat. Expedice dosáhla výšky 6 100 m, následně však část výpravy strhla lavinu, ve který zahynuli Mummery a dva Gurkhové. Zbytek výpravy již ve výstupu nepokračoval a vrátil se zpět. V dalších desetiletích následovalo mnoho dalších pokusů, ale bez úspěšného dosažení vrcholu, někdy ale překonávající hranici 8000 m n. m. Nezřídka tyto výpravy končily tragicky, u některých z těchto expedic se spekuluje, že mohly dosáhnout vrcholu (k čemuž ale neexistují důkazy). Mezi tyto expedice patří mj. Andrew Irwine a George Mallory, kteří se roku 1924 pokusili vystoupit na Mt. Everest. Části jejich vybavení byly nalezeny jen 400 výškových metrů pod vrcholem.
Poprvé úspěšně vystoupili na osmitisícový vrchol Maurice Herzog a Louis Lachenal, kteří stanuli na vrcholu Annapurny dne 3. června 1950. Za prvního horolezce, který vylezl na všech 14 osmitisícovek, byl shodně považován Reinhold Messner. Své výstupy dokončil 16. října 1986 a to bez kyslíkového přístroje. V důsledku přeměření a určení vrcholů mu však Guinnessova kniha rekordů v roce 2023 udělila dva rekordy – primát zdolání všech osmitisícovek a to bez použití podpůrného kyslíku, odebrala a připsala je Edu Viestursovi za výkon z let 1989–2005. V roce 1987 dokázal zlézt všechny osmitisícovky polský horolezec Jerzy Kukuczka, když většina jeho výstupů byla novými cestami. První ženou, která nepochybně vylezla na všechny osmitisícovky, byla španělská horolezkyně Edurne Pasabanová v roce 2011. Prvním Čechem pak byl horolezec Radek Jaroš, který dokončil své výstupy dne 26. července 2014 zdoláním hory K2.

## Seznam osmitisícovek
| Hora          | Výška  | Prominence | Stát(y)        | Prvovýstup        | Výprava            | Prvolezci                                                                              | První zimní výstup                                          | Výstupů (do roku 2012) | Úmrtí (do roku 2012) |
| ------------- | ------ | ---------- | -------------- | ----------------- | ------------------ | -------------------------------------------------------------------------------------- | ----------------------------------------------------------- | ---------------------- | -------------------- |
| Mount Everest | 8849 m | 8849 m     | Čína, Nepál    | 29. května 1953   | Spojené království | Edmund Hillary, Tenzing Norgay                                                         | Krzysztof Wielicki, Leszek Cichy                            | 5 656                  | 223                  |
| K2 (Čhogori)  | 8611 m | 4017 m     | Čína, Pákistán | 31. července 1954 | Itálie             | Achille Compagnoni, Lino Lacedelli                                                     | 10 horolezců pod vedením Nirmala Purdžy                     | 306                    | 81                   |
| Kančendženga  | 8586 m | 3922 m     | Indie, Nepál   | 25. května 1955   | Spojené království | George Band, Joe Brown                                                                 | Krzysztof Wielicki, Jerzy Kukuczka                          | 283                    | 40                   |
| Lhoce         | 8516 m | 0610 m     | Čína, Nepál    | 18. května 1956   | Švýcarsko          | Fritz Luchsinger, Ernst Reiss                                                          | Krzysztof Wielicki                                          | 461                    | 13                   |
| Makalu        | 8485 m | 2386 m     | Čína, Nepál    | 15. května 1955   | Francie            | Jean Couzy, Lionel Terray                                                              | Simone Moro, Děnis Urubko                                   | 361                    | 31                   |
| Čo Oju        | 8201 m | 2340 m     | Čína, Nepál    | 19. října 1954    | Rakousko           | Joseph Joechler, Pasang Dawa Lama, Herbert Tichy                                       | Maciej Berbeka, Maciej Pawlikowski                          | 3 138                  | 44                   |
| Dhaulágirí    | 8167 m | 3357 m     | Nepál          | 13. května 1960   | Švýcarsko Rakousko | Kurt Diemberger, Peter Diener, Nawang Dorje, Nima Dorje, Ernst Forrer, Albin Schelbert | Andrzej Czok, Jerzy Kukuczka                                | 448                    | 69                   |
| Manáslu       | 8163 m | 3092 m     | Nepál          | 9. května 1956    | Japonsko           | Toshia Imanishi, Gyalzen Norbu                                                         | Maciej Berbeka, Ryszard Gajewski                            | 661                    | 65                   |
| Nanga Parbat  | 8125 m | 4608 m     | Pákistán       | 3. července 1953  | Německo Rakousko   | Hermann Buhl                                                                           | Simone Moro, Alex Txikon, Muhammad Ali Sadpara              | 335                    | 68                   |
| Annapurna     | 8091 m | 2984 m     | Nepál          | 3. června 1950    | Francie            | Maurice Herzog, Louis Lachenal                                                         | Jerzy Kukuczka, Artur Hajzer                                | 191                    | 61                   |
| Gašerbrum I   | 8068 m | 2155 m     | Čína, Pákistán | 5. července 1958  | USA                | Andrew Kauffman, Peter Schoening                                                       | Adam Bielecki, Janusz Gołąb                                 | 334                    | 29                   |
| Broad Peak    | 8047 m | 1701 m     | Čína, Pákistán | 9. června 1957    | Rakousko           | Hermann Buhl, Kurt Diemberger, Marcus Schmuck, Fritz Wintersteller                     | Maciej Berbeka, Adam Bielecki, Tomasz Kowalski, Artur Malek | 404                    | 21                   |
| Gašerbrum II  | 8035 m | 1523 m     | Čína, Pákistán | 8. července 1956  | Rakousko           | Josef Larch, Fritz Moravec, Hans Willenpart                                            | Simone Moro, Děnis Urubko, Cory Richards                    | 930                    | 21                   |
| Šiša Pangma   | 8027 m | 2897 m     | Čína           | 2. května 1964    | Čína               | 10 horolezců pod vedením Hsu Ching                                                     | Simone Moro, Piotr Morawski                                 | 302                    | 25                   |

### Možné rozšíření
V roce 2012 Nepál a Pákistán navrhly Mezinárodní horolezecké federaci, aby šest vedlejších vrcholů u osmitisícovek (3 u Kančendžengy, 2 u Lhoce, 1 u Broad Peak), jejichž nadmořská výška přesahuje 8 000 m a prominence přesahuje 60 m, bylo reklasifikováno jako samostatné osmitisícovky. Tento návrh však zatím podporu nezískal.

## Horolezci, kteří stanuli na vrcholech všech osmitisícovek
Horolezec, který prokazatelně zdolá všech 14 osmitisícových vrcholů, je symbolicky oceněn tzv. Korunou Himálaje.
Zdroj k tabulce:
|    | Jméno                     | Období    | Věk | Stát                   | pořadí bez umělého kyslíku | Poznámka                                                 |
| -- | ------------------------- | --------- | --- | ---------------------- | -------------------------- | -------------------------------------------------------- |
| 1  | Reinhold Messner          | 1970-1986 | 42  | Itálie                 | 1.                         | 7 nových cest                                            |
| 2  | Jerzy Kukuczka            | 1979-1987 | 39  | Polsko                 |                            | Mount Everest s kyslíkem, 9 nových cest, 4 zimní výstupy |
| 3  | Erhard Loretan            | 1982-1995 | 36  | Švýcarsko              | 2.                         | 4 nové cesty                                             |
| 4  | Carlos Carsolio           | 1985-1996 | 33  | Mexiko                 |                            | Makalu s kyslíkem, 3 nové cesty                          |
| 5  | Krzysztof Wielicki        | 1980-1996 | 46  | Polsko                 |                            | Mount Everest s kyslíkem, 3 nové cesty, 3 zimní výstupy  |
| 6  | Juanito Oiarzabal         | 1985-1999 | 43  | Španělsko              | 3.                         | 1 nová cesta                                             |
| 7  | Sergio Martini            | 1976-2000 | 51  | Itálie                 |                            | Mount Everest a Kančendženga s kyslíkem                  |
| 8  | Pak Jong-sok              | 1993-2001 | 38  | Jižní Korea            |                            | 5 s kyslíkem, 1 nová cesta                               |
| 9  | Alberto Iñurrategi        | 1991-2002 | 33  | Španělsko              | 4.                         | 1 nová cesta                                             |
| 10 | Han Wang-jong             | 1994-2003 | 37  | Jižní Korea            |                            | Mount Everest, Kančendženga a Manáslu s kyslíkem         |
| 11 | Ed Viesturs               | 1989-2005 | 46  | Spojené státy americké | 5.                         |                                                          |
| 12 | Silvio Mondinelli         | 1993-2007 | 49  | Itálie                 | 6.                         | 1 nová cesta                                             |
| 13 | Ivan Vallejo              | 1997-2008 | 49  | Ekvádor                | 7.                         |                                                          |
| 14 | Děnis Urubko              | 2000-2009 | 35  | Kazachstán             | 8.                         | 4 nové cesty, 1 zimní výstup                             |
| 15 | Ralf Dujmovits            | 1990-2009 | 47  | Německo                |                            | Mount Everest s kyslíkem                                 |
| 16 | Veikka Gustafsson         | 1993-2009 | 41  | Finsko                 | 9.                         |                                                          |
| 17 | Andrew Lock               | 1993-2009 | 48  | Austrálie              |                            | Mount Everest s kyslíkem                                 |
| 18 | João Garcia               | 1993-2010 | 43  | Portugalsko            | 10.                        | 1 nová cesta                                             |
| 19 | Edurne Pasabanová         | 2001-2010 | 36  | Španělsko              |                            | Mount Everest a Kančendženga s kyslíkem                  |
| 20 | Abele Blanc               | 1992-2011 | 56  | Itálie                 |                            | Kančendženga s kyslíkem                                  |
| 21 | Mingma Šerpa              | 2000-2011 | 33  | Nepál                  |                            | 5 s kyslíkem                                             |
| 22 | Gerlinde Kaltenbrunnerová | 1998-2011 | 40  | Rakousko               | 11.                        |                                                          |
| 23 | Vasilij Pivcov            | 2001-2011 | 36  | Kazachstán             |                            | Mount Everest s kyslíkem                                 |
| 24 | Maxut Žumajev             | 2001-2011 | 34  | Kazachstán             | 12.                        |                                                          |
| 25 | Kim Če-su                 | 2000-2011 | 50  | Jižní Korea            |                            | 5 s kyslíkem                                             |
| 26 | Mario Panzeri             | 2001-2012 | 48  | Itálie                 | 13.                        |                                                          |
| 27 | Hirotaka Takeuči          | 1995-2012 | 41  | Japonsko               |                            | Mount Everest, Makalu a K2 s kyslíkem                    |
| 28 | Chhang Dawa Šerpa         | 2001-2013 | 30  | Nepál                  |                            | 4 s kyslíkem                                             |
| 29 | Kim Čchang-ho             | 2005-2013 | 43  | Jižní Korea            | 14.                        |                                                          |
| 30 | Radek Jaroš               | 1998-2014 | 50  | Česko                  | 15.                        |                                                          |
| 31 | Nives Meroi               | 1998-2017 | 55  | Itálie                 | 16.                        |                                                          |
| 32 | Romano Benet              | 1998-2017 | 55  | Itálie                 | 17.                        |                                                          |
| 33 | Peter Hámor               | 1998-2017 | 52  | Slovensko              |                            | Mount Everest s kyslíkem                                 |
| 34 | Ferran Latorre            | 1999-2017 | 46  | Španělsko              |                            | Mount Everest s kyslíkem                                 |
| 35 | Nirmal Purdža             | 2016-2021 | 38  | Spojené království     |                            | všechny s kyslíkem                                       |
| 36 | Sanu Šerpa                | 2006-2022 | 47  | Nepál                  |                            |                                                          |
| 37 | Dong Hong Juan            | 2013-2023 | 42  | Čína                   |                            |                                                          |
| 38 | Kristin Harila            | 2021-2023 | 37  | Norsko                 |                            |                                                          |
| 39 | Sophie Lavaud             | 2012-2023 | 55  | Švýcarsko              |                            |                                                          |
| 40 | Tenjen Šerpa              | 2018-2023 | 35  | Nepál                  |                            |                                                          |

Nejkratší čas na všech 14 vrcholů potřeboval nepálský horolezec Nirmal Purdža (méně než 7 měsíců v roce 2019), po něm  Kim Čchang-ho a Jerzy Kukuczka - 7 let a 11 měsíců. Pozoruhodná je také hodnota Kukuczkových výstupů. Kromě úplně prvního výstupu (Lhoce 1979) podnikl všechny výstupy novými cestami nebo v zimě (v případě Čo Oju 1985 obojí). Novátorské výstupy podnikali také Reinhold Messner, Erhard Loretan nebo Krzysztof Wielicki.
Protože většina výše uvedených horolezců zlezla jednu nebo více osmitisícovek více než jednou, celkový počet jejich výstupů je vyšší. Už Messner jako první z nich podnikl celkem 18 úspěšných výstupů. Rekord v tomto směru drží Juanito Oiarzabal s 26 úspěšnými výstupy. Šerpa Phurba Tashi na všechny osmitisícovky sice nevylezl, má ale na svém kontě 30 úspěšných výstupů na osmitisícovky v letech 1998 až 2013, z toho Mount Everest 21krát.
Častým problémem při ověřování výstupu je potvrzení, že horolezec dosáhl skutečného vrcholu osmitisícovky. Osmitisícovky představují v tomto ohledu jedinečný problém, některé jsou tak málo často zdolávány, že jejich vrcholy dosud nebyly zcela podrobně prozkoumány a zaměřeny. Zdolání skutečného vrcholu, který je vyšší jen o několik málo výškových metru, někdy taky může znamenat dlouhou a nebezpečnou cestu. Problematická je v tomto např. Annapurna (dlouhý hřeben s více vrcholy), Dhaulágirí (zavádějící kovový sloup, který není na skutečném vrcholu) či Manáslu (ostrý a nebezpečný hřeben vedoucí ke skutečnému vrcholu).
Kronikář výstupů na osmitisícovky Eberhard Jurgalski se svým týmem v červenci 2022 zveřejnil výsledky svého výzkumu, podle kterého velká většina horolezců ve výše uvedené tabulce ve skutečnosti všech skutečných vrcholů nedosáhla a všech skutečných vrcholů dosáhli pouze Ed Viesturs (2005), Veikka Gustafsson (2009) a Nirmal Purdža (2021). Výsledky výzkumu byly zveřejněny v roce 2023, v případě Kančendžengy není k nezdolávání skutečného vrcholu přihlédnuto, když hora je Sikkimu považována za posvátnou a z tohoto důvodu její vrchol horolezci nezdolávají záměrně z důvodu náboženské úcty.

## Čeští horolezci, kteří stanuli nejvíckrát na osmitisícových vrcholech
| Jméno            | Časové období |  | Počet výstupů |
| ---------------- | ------------- |  | --- |
| Radek Jaroš      | 1998-2014     |  | 14 (Mount Everest, Kančendženga, Broad Peak, Čo-Oju, Šiša Pangma, Nanga Parbat, Dhaulágirí, Makalu, Manáslu, Gašerbrum II, Gašerbrum I, Lhoce, Annapurna, K2) |
| Josef Rakoncaj   | 1983-1992     |  | 9 (2×K2, Lhoce, Broad Peak, Anapurna, Manáslu, Čo-Oju, Šiša Pangma, Nanga Parbat)                                                                             |
| Zdeněk Hrubý †   | 1995-2012     |  | 8 (Čo-Oju, Šiša Pangma, Gašerbrum I, Gašerbrum II, Dhaulágirí, Lhoce, Broad Peak, Nanga Parbat)                                                               |
| Martin Minařík † | 1999-2009     |  | 7 (Manáslu, Kančendženga, Broad Peak, Šiša Pangma, Čo-Oju, Lhoce, Dhaulágirí)                                                                                 |

## Fotogalerie

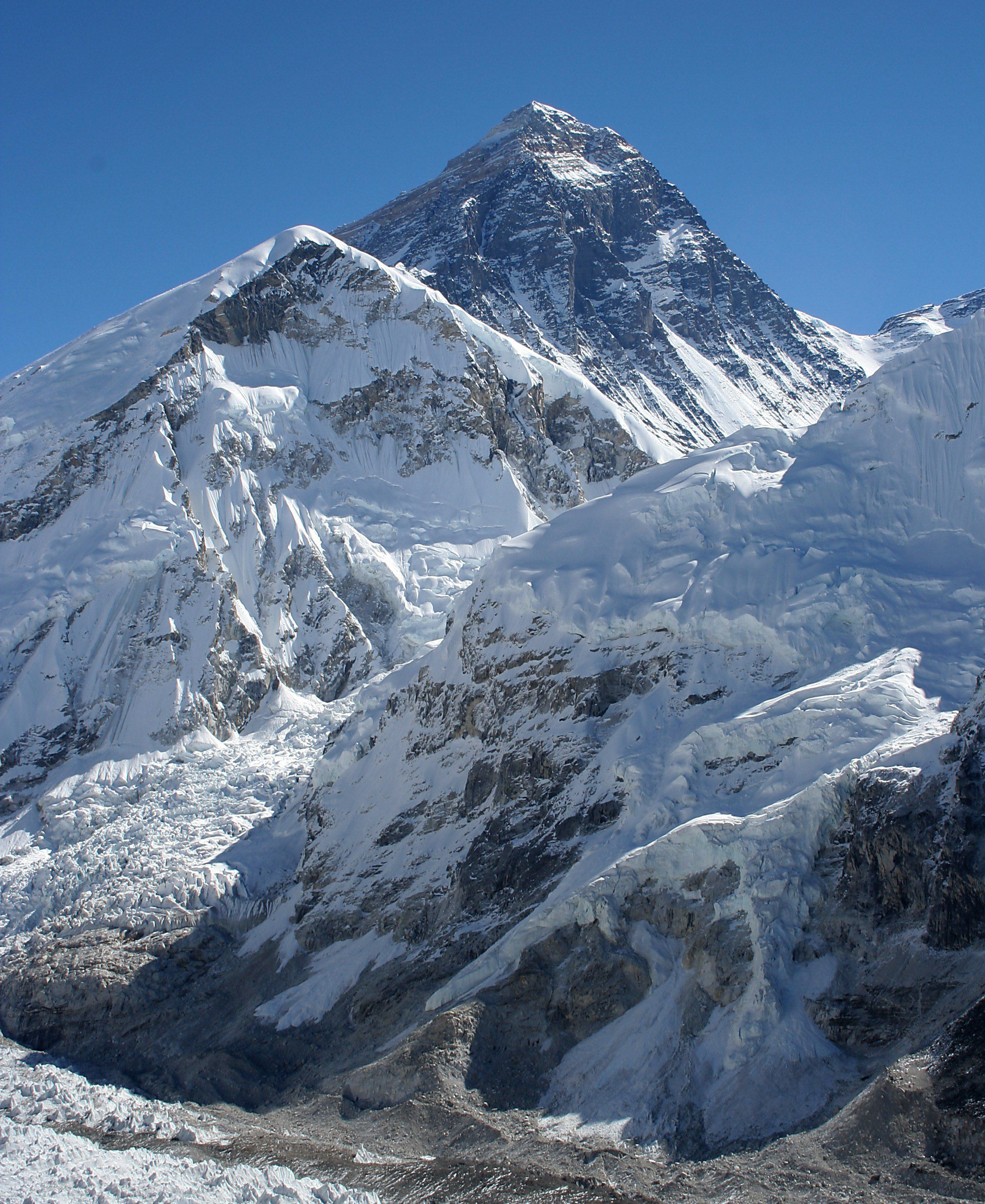
Mount Everest
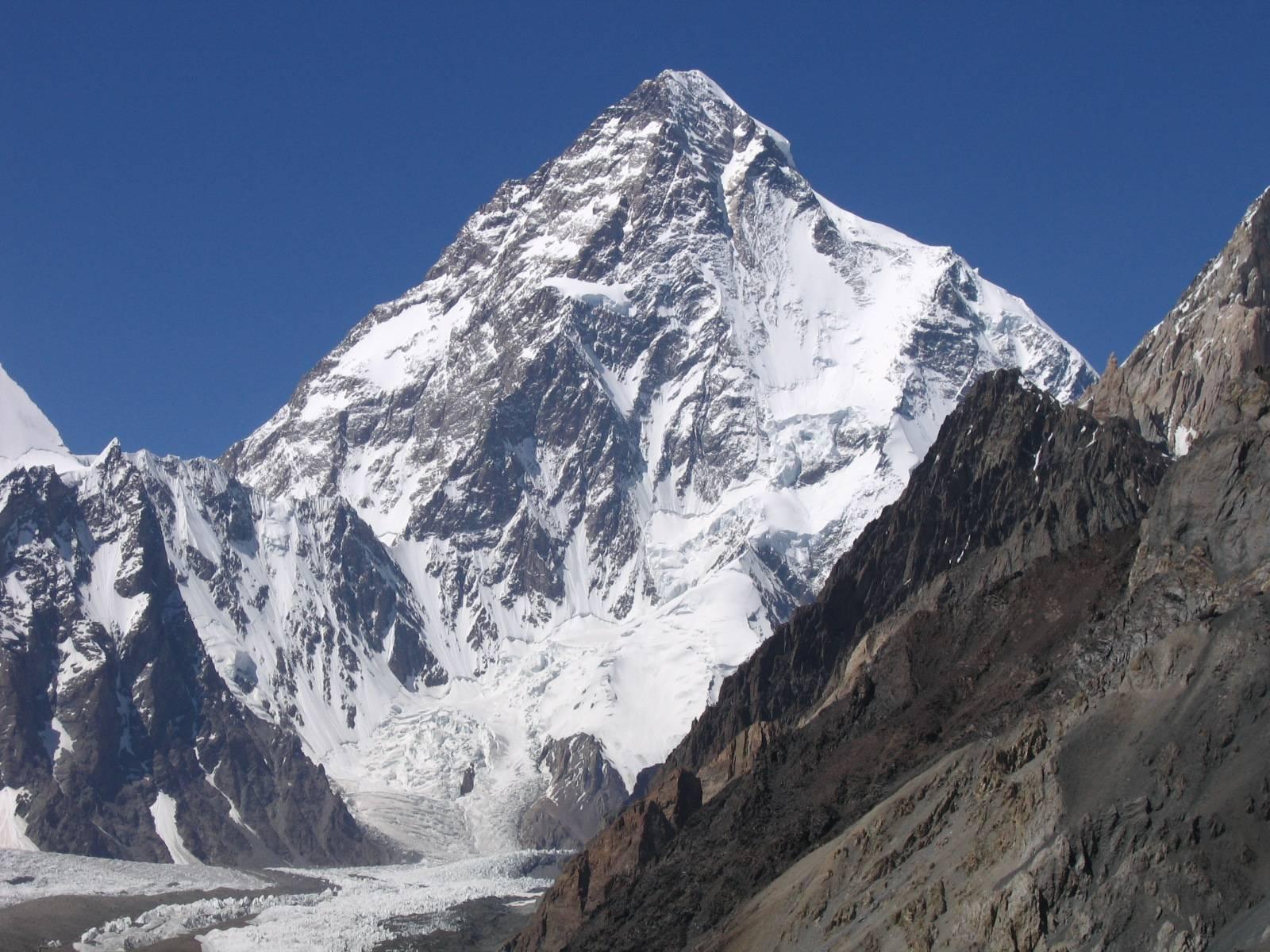
K2
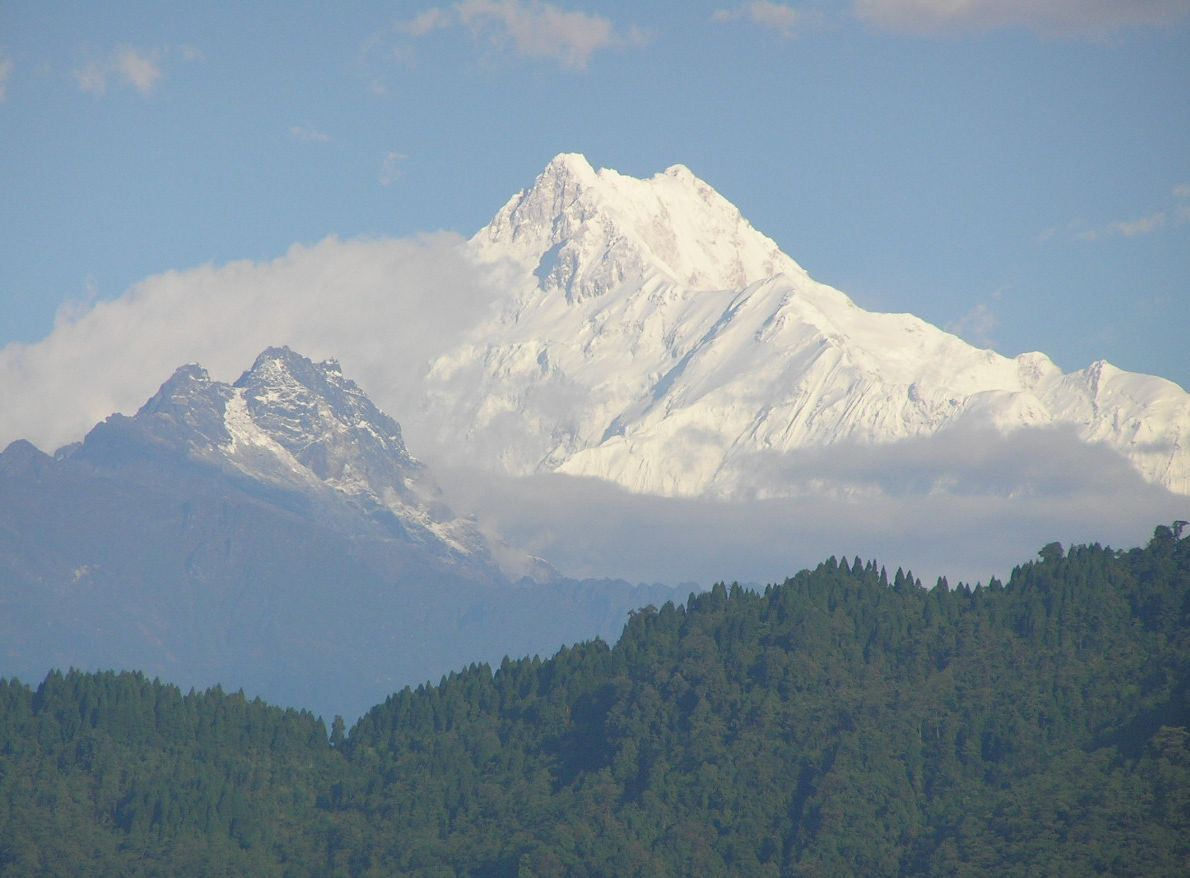
Kančendženga
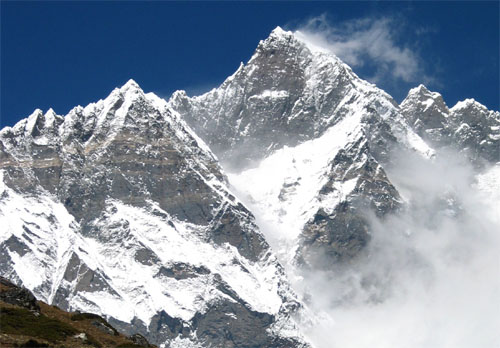
Lhoce
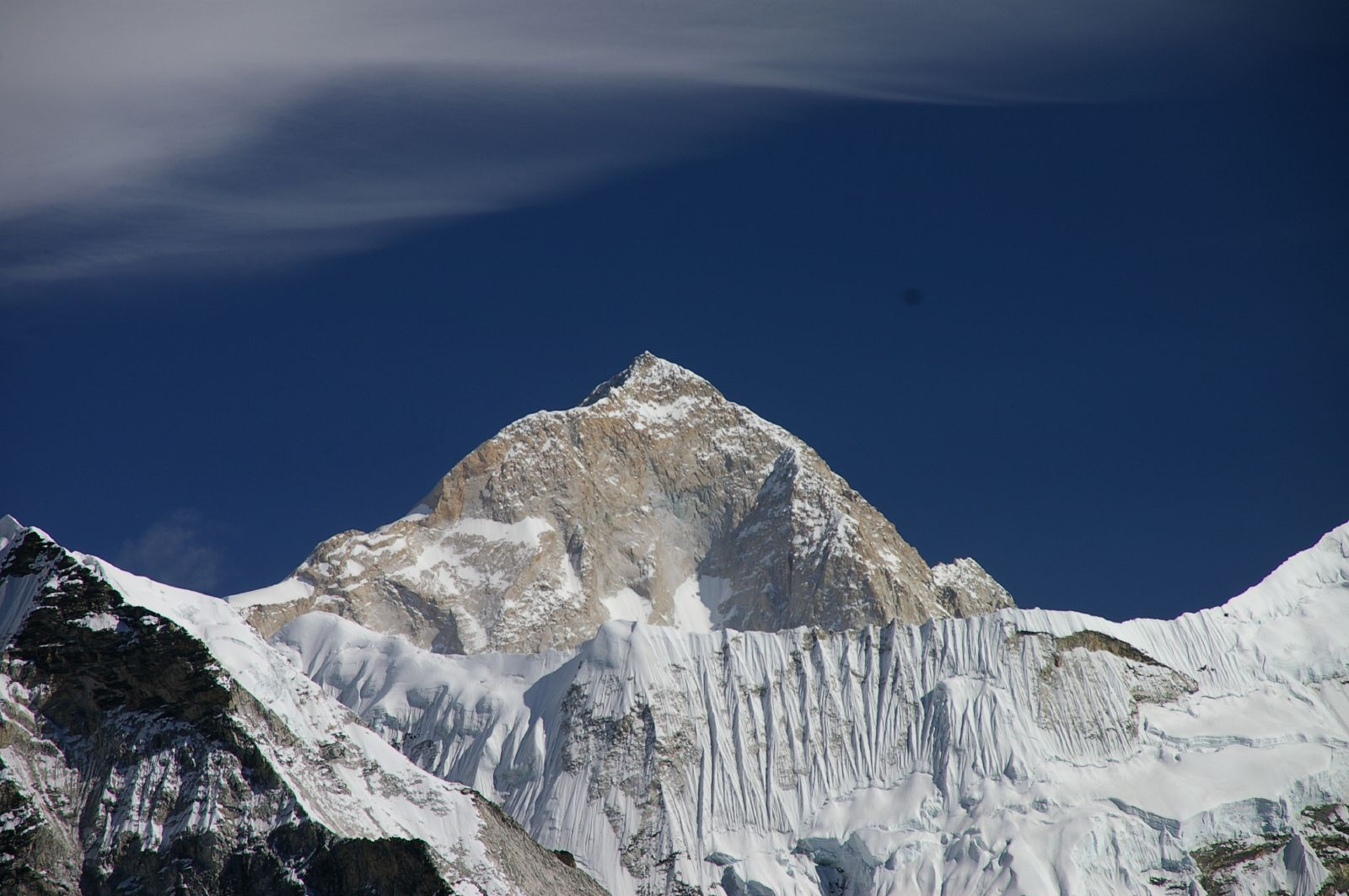
Makalu
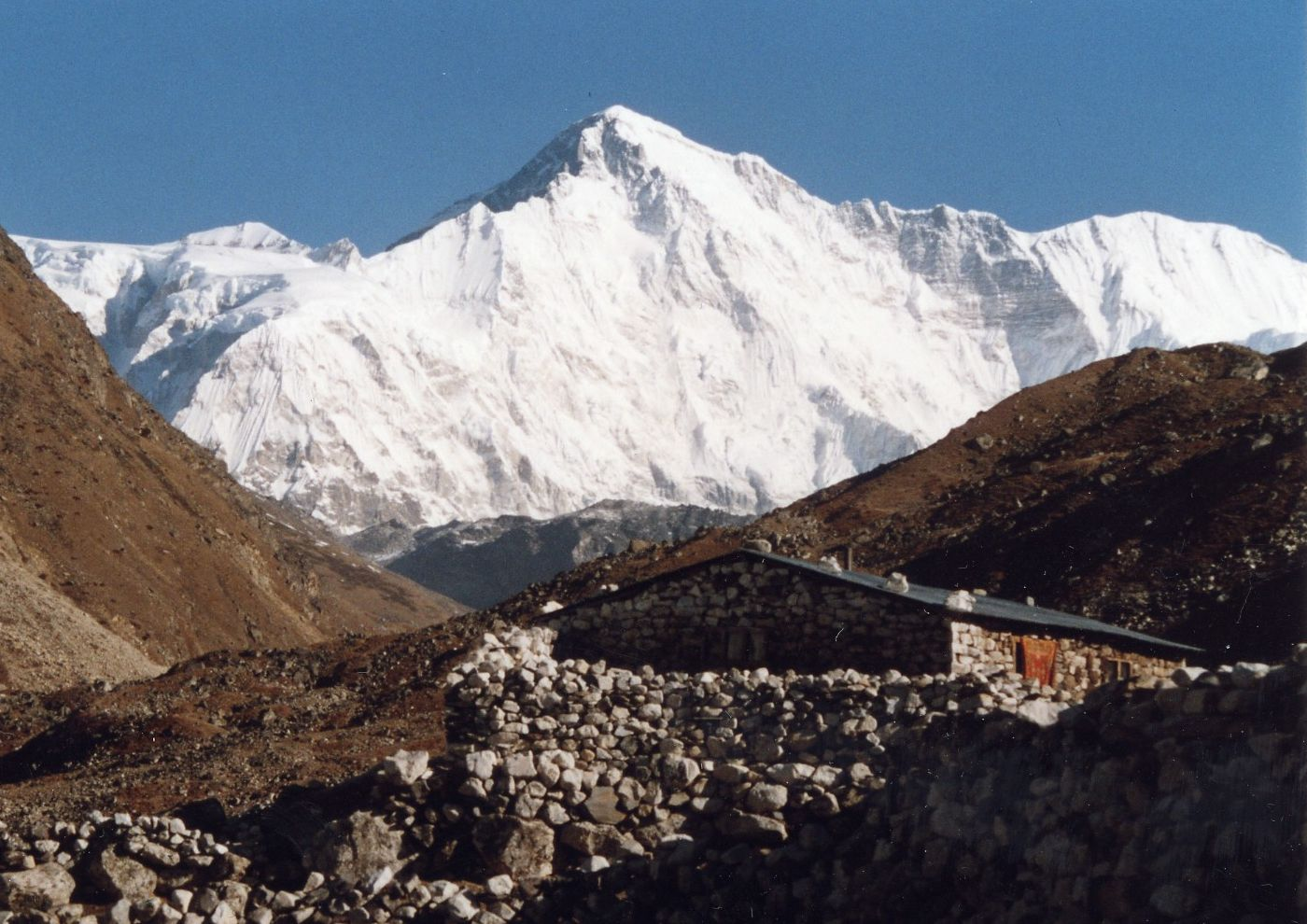
Čo Oju
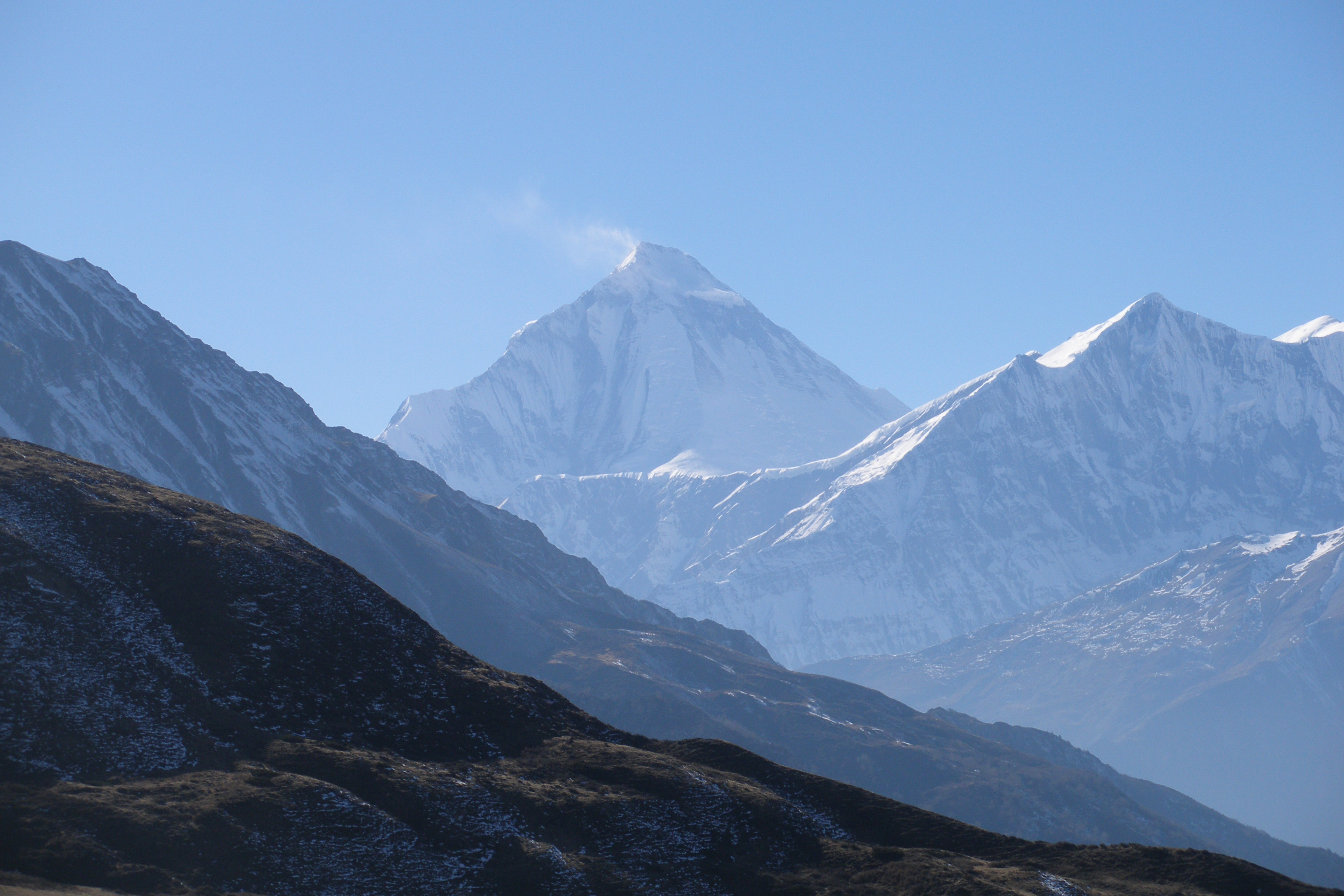
Dhaulágirí
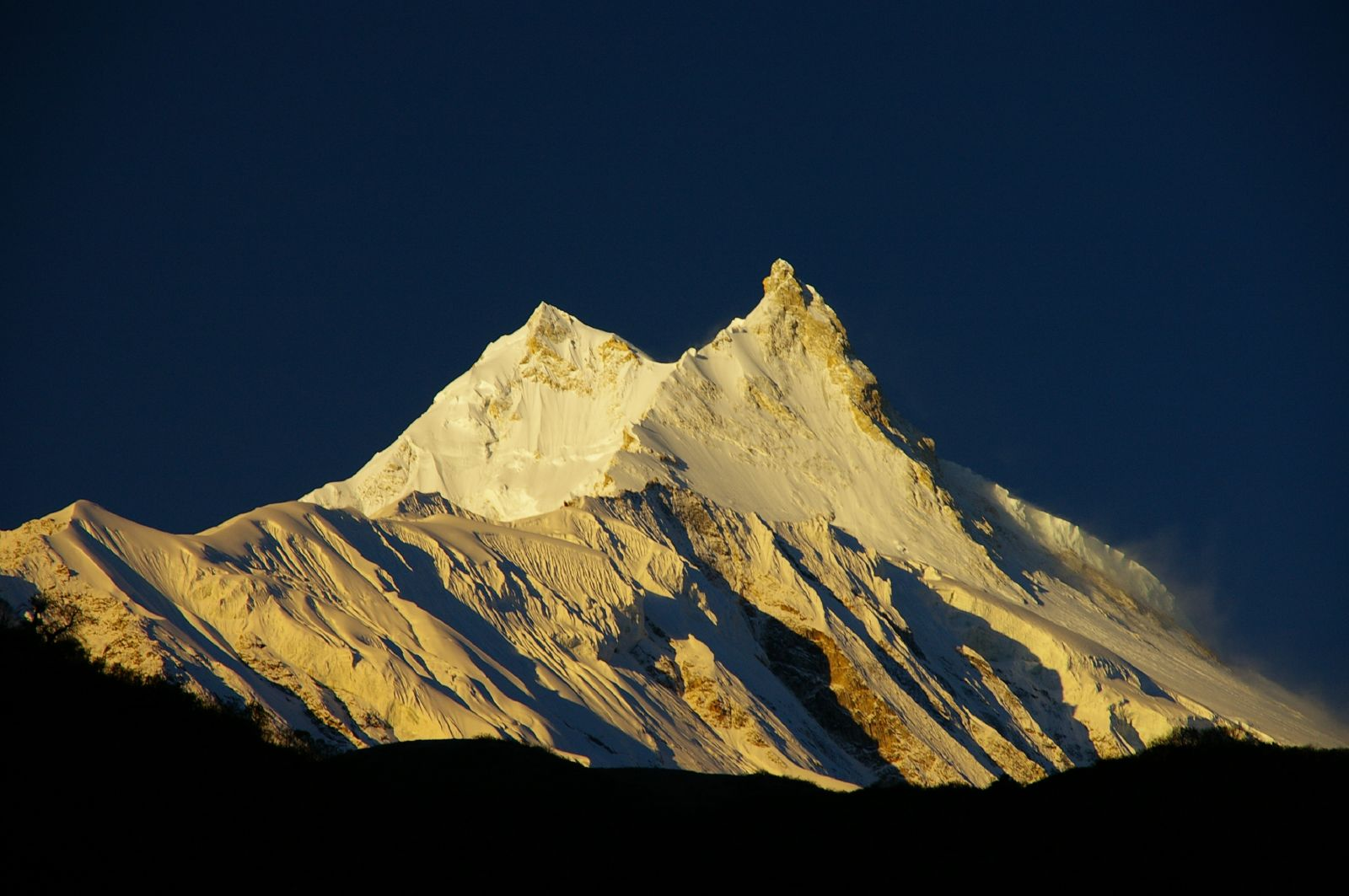
Manáslu
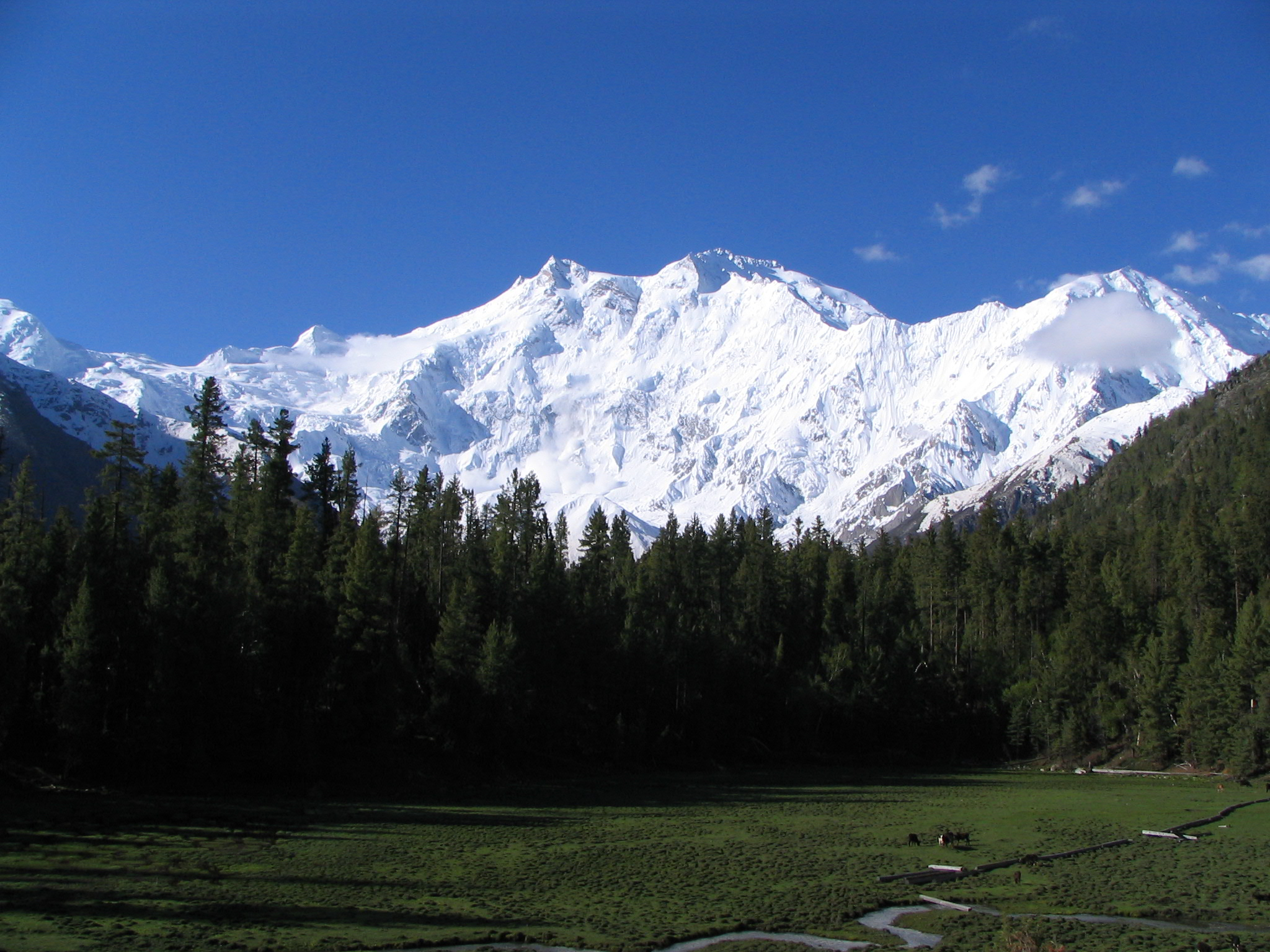
Nanga Parbat
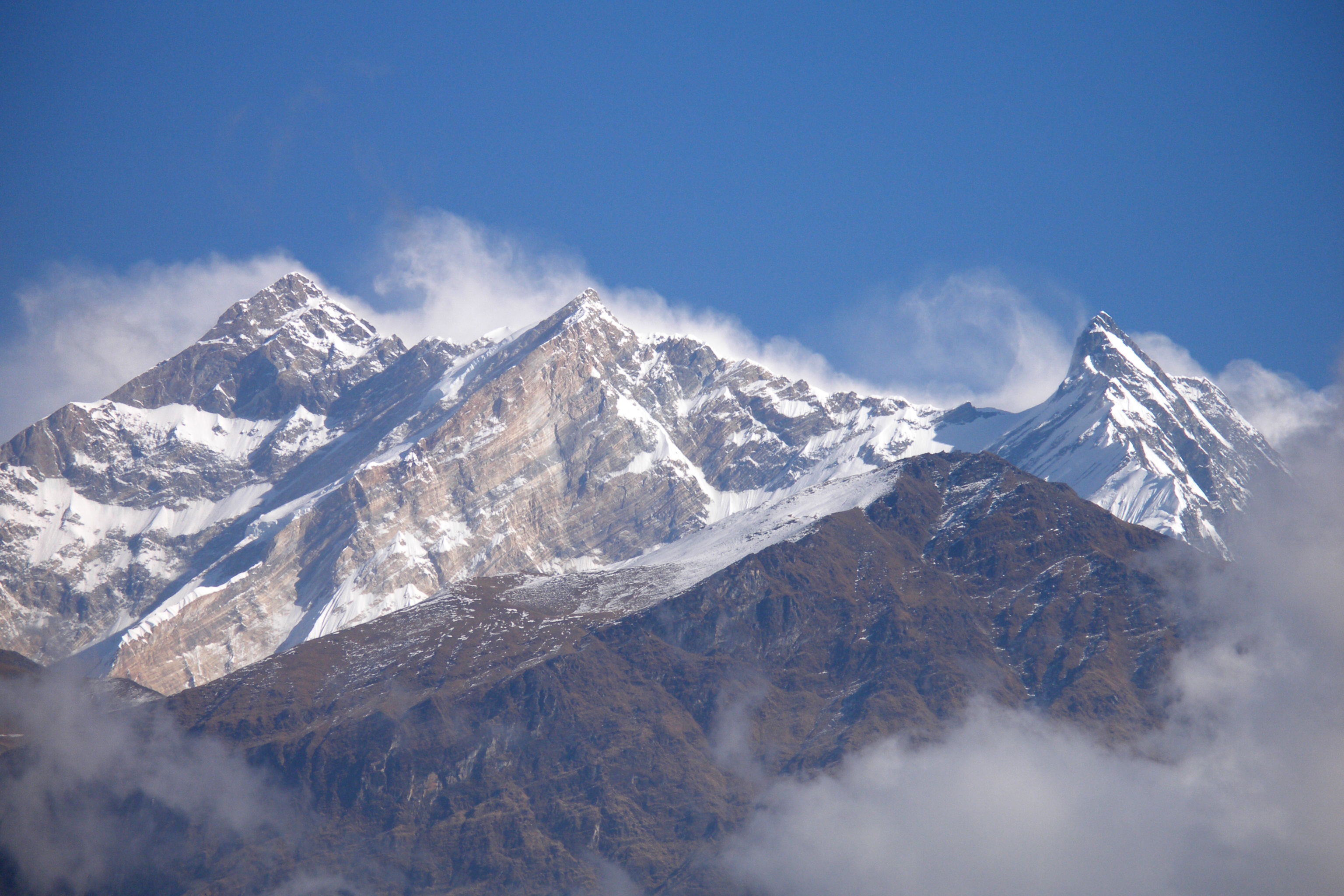
Annapurna
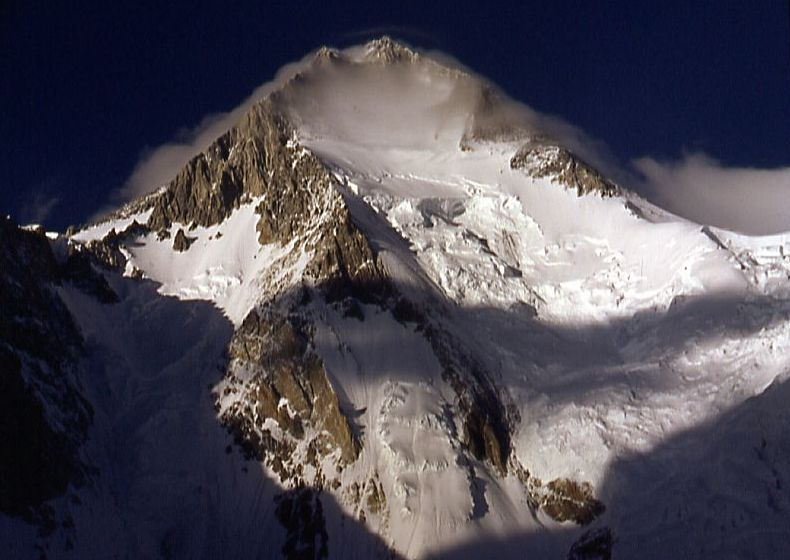
Gašerbrum I
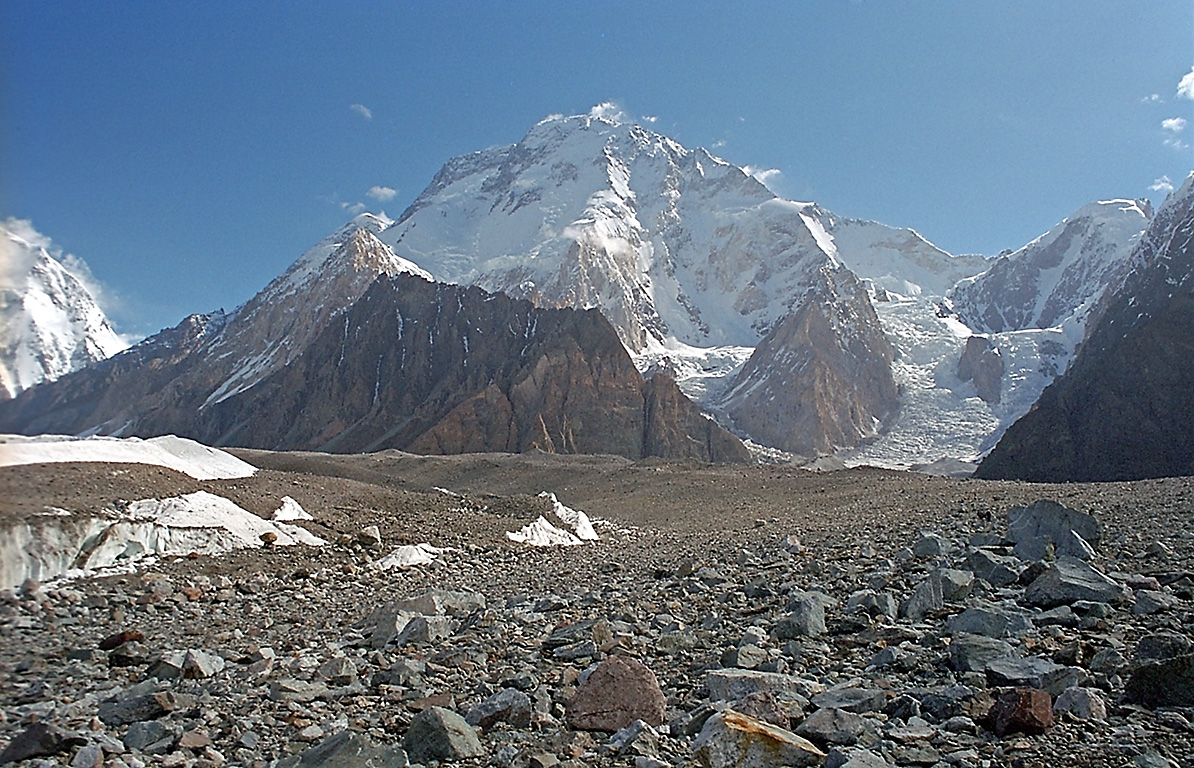
Broad Peak
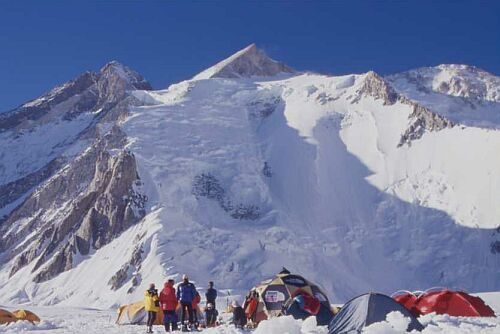
Gašerbrum II
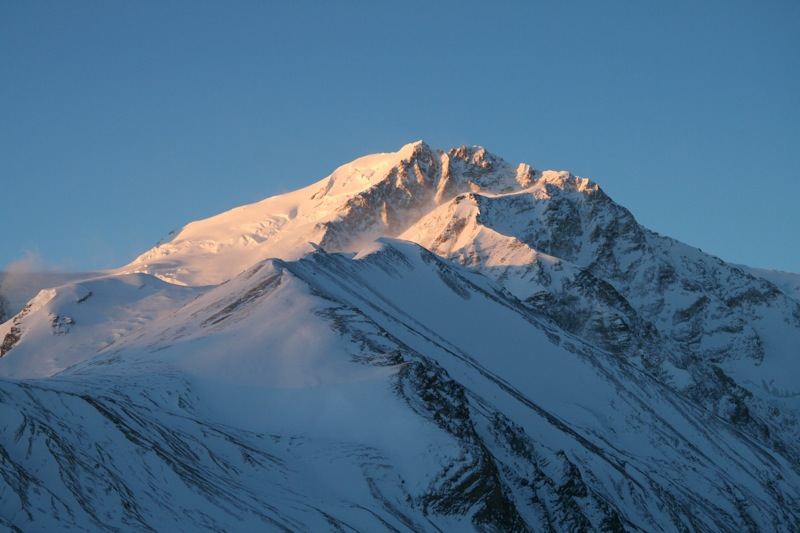
Šiša Pangma

Poznámka: Na fotografii Annapurny je vrchol Annapurna I vlevo.